# Baldur Ragnarsson
Baldur Ragnarsson (Reyðarfjörður, 25 agosto 1930 – 25 dicembre 2018) è stato uno scrittore ed esperantista islandese.

## Biografia
È stato insegnante e ispettore scolastico. Era membro dell'associazione degli scrittori esperantofoni (EVA, Esperantlingva Verkista Asocio) e dell'Unione degli Scrittori d'Islanda.

### L'esperanto
Ha imparato l'esperanto negli anni del ginnasio nel 1949, ed è attivo nel movimento locale e internazionale dal 1952.
Ragnarsson è stato presidente dell'Associazione Islandese d'Esperanto per molti anni. Ha presidiato i Concorsi di Letteratura esperantofoni dell'UEA dal 1975 al 1985, è stato presidente del comitato organizzatore del Congresso Mondiale a Reykjavík nel 1977, e vicepresidente dell'UEA con incarichi strettamente legati alla cultura e all'educazione dal 1980 al 1986. Dopodiché è diventato membro onorario dell'UEA.
Membro della Akademio de Esperanto dal 1979, e redattore di Norda Prismo (1958-1974), ha ricevuto nel 1964 un importante riconoscimento per la produzione originale in esperanto.
Dal 2007, l'associazione degli scrittori esperantofoni lo ha proposto come candidato al premio Nobel per la letteratura dopo la morte di William Auld .

## Opere
Ragnarsson ha pubblicato in islandese poesie e libri specialistici sulla lingua islandese. In Esperanto ha pubblicato due raccolte: Ŝtupoj  sen Nomo (Gradini senza Nome) e Esploroj (Esplorazioni).
Nel 2007 è apparso per i tipi di Edistudio La lingvo serena (La lingua serena), la sua opera omnia: essa contiene tutta la sua produzione poetica e saggistica in lingua esperanto.

### Raccolte di poesie

#### In Esperanto
- Ŝtupoj  sen nomo 1959
- Esploroj 1974
- La lingvo serena 2007
- La neceso akceptebla 2008

#### In islandese
- Undir veggjum veðra  1962 Heimskringla, Reykjavík.
- Töf 1970 Heimskringla, Reykjavík.

### Saggi in esperanto
- La Sagaoj kaj Zamenhof: stabiligaj faktoroj 1982
- La Poezia Arto (Cinque conferenze tenute in Germania) 1988
- Studado de alia lingvo 1982
- La proza poemo: la ĝenro, ĝiaj latentoj kaj aplikoj 1987
- Cent jaroj de poezio en Esperanto. Memorlibro pri la internacia jubilea Esperanto-konferenco. Cent jaroj de Esperanto-kulturo. 1989
- Tradukante la antikvan islandan literaturon en Esperanto Menade bal püki bal. Festlibro por Reinhard Haupenthal. 1998
- La poezio de la skaldoj Festlibro por André Albault.
- La fono kaj la fronto: kelkaj konsideroj pri semiotikaj aspektoj de la Esperanta poezio Lingva arto, jubileta libro omaĝe al William Auld kaj Marjorie Boulton  1999
- La poemoj de Armand Su 1993
- Kombino de poeta virtuozeco kaj ties instrumento Ĉefartikolo pri Poemo de Utnoa de Abel Montagut. 1994
- La lingvo serena 2007

### Libri specialistici
- Mál og málnotkun. 1965. Skálholt, Reykjavík.
- Skólaritgerðir. 1967. Skálholt, Reykjavík.
- Íslenzk hljóðfræði. 1969. Skálholt, Reykjavík.
- Mál og ritleikni I. 1971. Ríkisútgáfa námsbóka, Reykjavík.
- Mál og ritleikni II. 1972. Ríkisútgáfa námsbóka, Reykjavík.
- Mál og leikur. Handbók handa móðurmálskennurum. 1973. Ríkisútgáfa námsbóka, Reykjavík.
- Greinarmerkjasetning: reglur og verkefni. 1974. Ríkisútgáfa námsbóka, Rvk.
- Móðurmál. Leiðarvísir handa kennurum og kennaraefnum. 1977. Ritröð Kennaraháskóla Íslands og Iðunnar. Iðunn, Reykjavík.
- Ljóðlist. 1983. Iðunn, Reykjavík.
- Stílfræði. 1985. Mál og menning, Reykjavík.
- Ný kennslubók í esperanto. 1987. Mál og menning, Reykjavík.
- Bókmenntafræðileg hugtök. 1988. Menntaskólinn við Hamrahlíð, Reykjavík.
- Mál og málsaga. 1992. Mál og menning, Reykjavík.
- Tungumál veraldar. 1999. Háskólaútgáfan, Reykjavík.
- Skýringar við Gylfaginningu og goðsagnir Skáldskaparmála Snorra-Eddu. 2000. Iðnú, Reykjavík.
- Planmál. Íslenskt mál 22, 2000. Íslenska málfræðifélagið, Reykjavík.
- Esperanto - alþjóðlegt samskiptamál. 2004. Íslenska esperantosambandið, Reykjavík.
- Setningafræði handa framhaldsskólum. 2004. Iðnú, Reykjavík.